# Alangasí (parroquia)
Alangasi es una parroquia rural del distrito metropolitano de Quito en la provincia de Pichincha, se encuentra a 29 km de Quito en carretera y en línea recta 15 km, delimita con las parroquias rurales del distrito metropolitano de Quito, por el norte con Guangopolo, por el oeste con La Merced, por el sur con el cantón Rumiñahui y por el oeste con Conocoto.

Mapa de la parroquia de Alangasí

La parroquia de Alangasí tiene una extensión de 44,16 kilómetros cuadrados, de los cuales hay 23 barrios , 3 comunas y 10 sectores; esto a su vez es alimentado por la población, lo que se debe en gran parte al crecimiento de la ciudad de Quito.
La distancia entre Alangasi y el volcán cotopaxí es de 53km aproximadamente, a la ciudad de Sangolquí 5,7km, al centro de la ciudad capital 22,6km, al aeropuerto de Quito 45km y al centro financiero de Quito 32,3 km.

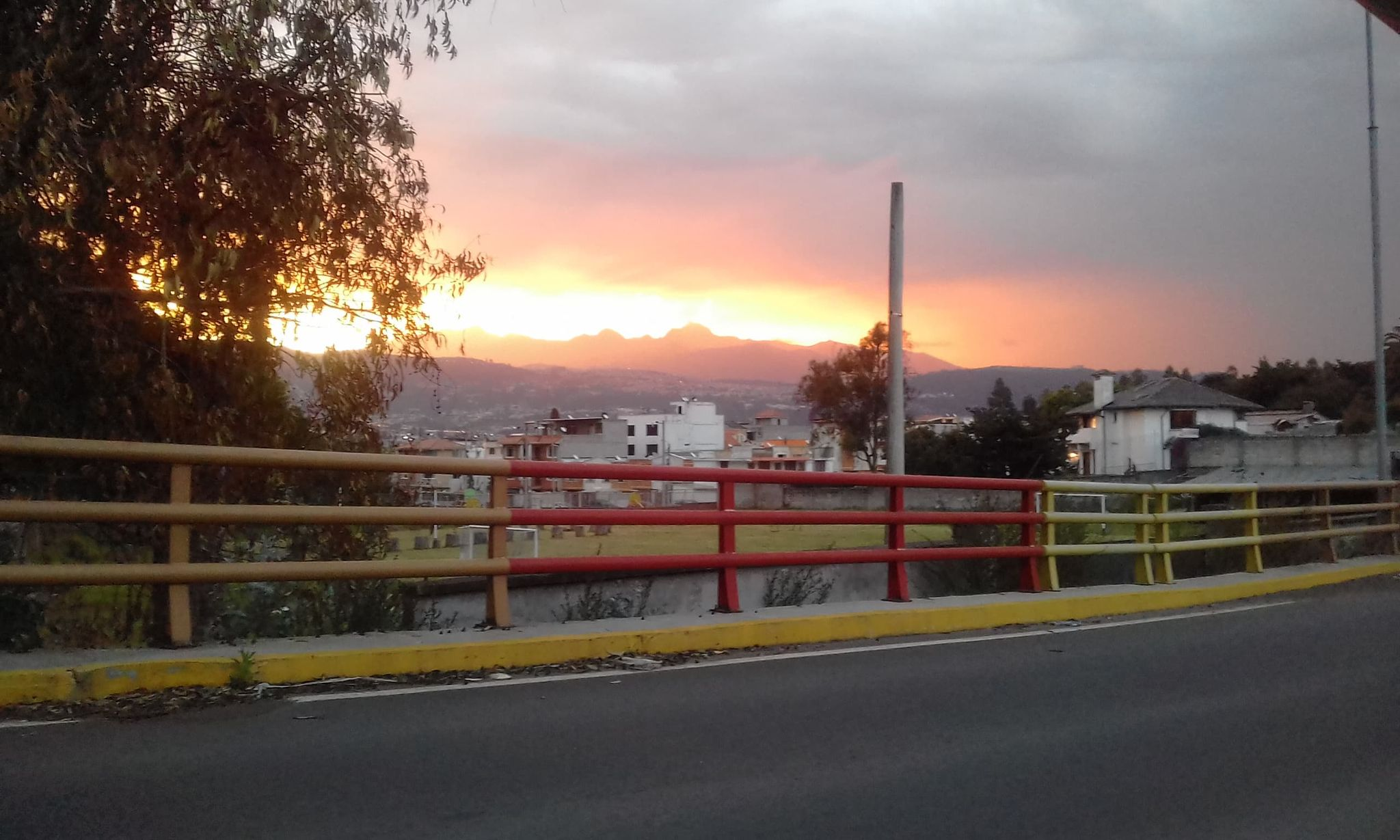
Intercambiador Zamora - Espe

## Población
En Alangasi, en el censo del 2010 se contabilizo que había 25000 habitantes.

## Gastronomía

### Uno de los mejores sabores en tu paladar
Fritadas Intervalles es un referente fundamental en el turismo de la parroquia de Alangasí, se encuentra ubicado en al barrio el Tingo a 50 metros del parque Central del Tingo, sus platos típicos son Fritada de Chancho, Caldos de gallina, Empanadas, Morochos entre otras novedades que te podrás encontrar. 
Su dueña Lilian Guachamin, nos relata que inicio muy joven en este emprendimiento y que con mucho esfuerzo logro posesionar su marca en el mercado de la gastronomía, cuenta que empezó su trayectoria vendiendo una pierna de hornado y luego innovó y realizó fritada misma que tiene varios procesos al proceso tradicional que realizan las demás personas que venden fritadas.
Verificamos el restaurante y nos encontramos con diferentes reconocimientos que tras el trabajo realizado han sido entregados a su restaurante como son los reconocimientos de ARCSA , Centro de Salud entre otros.
Degustamos el sabor de la fritada y es algo sorprendente, es dorada por fuera y muy suave en su interior, totalmente recomendada.

## Turismo
Alangasi es la tierra de los balnearios, cultura, naturaleza y buena comida. Esta parroquia rural ubicada en El Valle de Los Chillos, al suroriente de Quito, es un tesoro que aloja a artistas, artesanos y muy buena comida.

## Historia y Leyendas de Alangasí
Proviene del Inca Alangos, y la segunda de una fruta alargada alanga-shi, de acuerdo al libro escrito en 1992 “Quito Comunas y Parroquias” la parroquia de Alangasí formaba parte del Reino de Quito y era conocida como “Langasï” (Alanga = aguacate y shi = cosa larga y cilíndrica).
Fue un centro indígena de importancia durante la época colonial, pasó a ser parte de las primeras encomiendas otorgadas a los fundadores de Quito y de manera especial a Rodrigo Núñez de Bonilla (documentos de 1535).
Alangasí se asienta en la conocida región del Ilalo, donde se ubica el volcán apagado del mismo nombre, en cuyo pie se encuentran numerosas aguas termales que antiguamente fueron visitados por caciques.
Se han realizado varias investigaciones arqueológicas que han permitido el hallazgo de antiguos vestigios del período Paleoindio (11.000 A.C.), como pondos, vasijas y piedras obsidianas tratadas.

### Semana Santa
Como iglesia parroquial, todos los años se realizan conmemoraciones cristianas de la Pasión, Muerte y Resurrección de Jesús en Nazaret para celebrar ceremonias y comportamientos tradicionales, tales como: desfiles con representaciones bíblicas como soldados romanos, conos, turbantes o el alma sagrada, el diablo, el santo, el abanderado, el cuadro vivo, la sangre, el culto a la cruz, la resurrección, el domingo de pascua, el acto de reflexión cristiana con la participación de toda la población y la visita de numerosos turistas. Corpus Christi 
La fiesta de la Iglesia Católica está destinada a celebrar la Eucaristía en junio, se realizan en dos ocasiones, la fiesta mayor y la octava. En el evento participan rucos, pallas, demonios humanos, sachas runas, mamas (pingulleros). Es Parque Central de cuadra a población. Como una de las fiestas más representativas de la parroquia , un gran número de turistas nacionales y extranjeros.
San Juan y San Pedro
Fiestas en conmemoración a los santos patronos del barrio Angamarca y el Tingo, celebradas en el mes de junio en las cuales participan representaciones de turcos, danzantes, negros (representación de la etnia afroecuatoriana), otavaleños, bandas de pueblo, vísperas, juegos pirotécnicos, actos culturales, sociales y populares.

### Misas en honor al divino niño Jesús
Fiestas eclesiásticas que se realizan en los meses de diciembre y enero, la costumbre es celebrar las vísperas y las misas de honras en las distintas iglesias de la parroquia por parte de los creyentes, en las que participan, los priostes, disfrazados, ceras, bandas de pueblo, pastores, cantoras y yumbos. Al término de la fiesta se entrega el niño al prioste del siguiente año.

## Barrios de Alangasí
- San Gabriel
- Mirasierra
- El Tingo
- Comuna San Pedro del Tingo

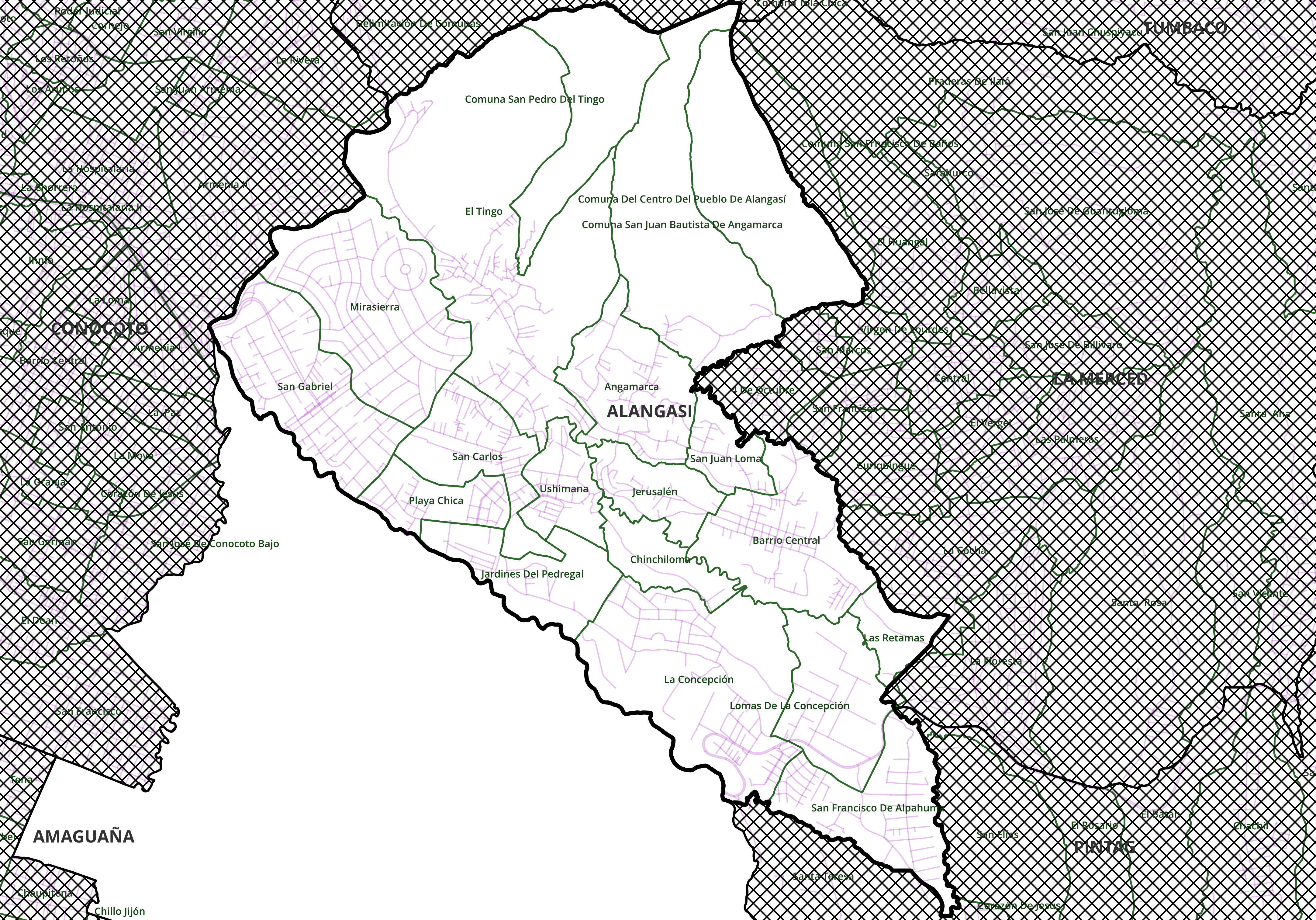
División política de Alangasí

- Comuna del Centro del Pueblo de Alangasí
- Comuna San Juan Bautista de Angamarca
- Angamarca
- San Juan Loma
- Playa Chica
- San Carlos
- Jardines del Pedregal
- Ushimana
- Jerusalén
- Chichiloma
- Barrio Central
- Las Retamas
- La Concepción
- Lomas de la Concepción
- San Francisco de Alpahuma

- Datos: Q111248983
- Multimedia: Alangasi / Q111248983